# Francisco Godia Sales
Pas d'image ? Cliquez ici
Francisco Godia Sales, surnommé Chico ou Paco (né le 21 mars 1921 à Barcelone et mort le 28 novembre 1990) est un ancien pilote espagnol de course automobile qui disputa treize Grands Prix de championnat du monde de 1951 à 1958. C'est en 1956 qu'il obtint ses meilleurs résultats en championnat, terminant quatrième des Grands Prix d'Allemagne et d'Italie sur Maserati. Il a également terminé quatrième des 24 Heures du Mans 1949 sur Delage, associé au pilote français Louis Gérard.

## Résultats en championnat du monde de Formule 1
| Saison | Écurie                    | Châssis          | Moteur                        | Pneus   | GP disputés | Points inscrits | Classement |
| ------ | ------------------------- | ---------------- | ----------------------------- | ------- | ----------- | --------------- | ---------- |
| 1951   | Scuderia Milano           | Maserati 4CLT/48 | Maserati 4 en ligne compressé | Pirelli | 1           | 0               | n.c.       |
| 1954   | Officine Alfieri Maserati | Maserati 250F    | Maserati 6 en ligne           | Pirelli | 1           | 0               | n.c.       |
| 1956   | Officine Alfieri Maserati | Maserati 250F    | Maserati 6 en ligne           | Pirelli | 5           | 6               | 9e         |
| 1957   | Officine Alfieri Maserati | Maserati 250F    | Maserati 6 en ligne           | Pirelli | 3           | 0               | n.c.       |
| 1958   | Privé                     | Maserati 250F    | Maserati 6 en ligne           | Pirelli | 3           | 0               | n.c.       |

## Autres victoires
- Trofeo Tazio Nuvolari 1962 ;
- Trofeo Juan Jover 1965 ;
- 6 Heures de Barcelone 1968 ;
- 12 Heures de Barcelone 1969.